# 秋田臨海鉄道
秋田臨海鉄道株式会社（あきたりんかいてつどう）は、秋田県秋田市の秋田港駅から臨海地区に伸びる貨物鉄道を運営していた臨海鉄道会社である。日本貨物鉄道（JR貨物）や秋田県、三菱マテリアルなどが出資していた。
2023年5月に解散し、翌2024年1月に法人格が消滅した。

## 概要
土崎港にある奥羽本線貨物支線の終点秋田港駅から分かれる、秋田市勝平地区の北部、向浜地区にある向浜駅を結ぶ路線（通称・南線）と、飯島地区の秋田北港駅を結ぶ路線（同・北線）を有していた。
かつては「臨海ツーリスト」という名称で旅行業も営んでいたが、1991年（平成3年）に地元旅行会社に譲渡して旅行業から撤退している。
2020年（令和2年）6月に唯一の荷主企業である日本製紙秋田工場から利用停止の申し入れがあり、秋田臨海鉄道では臨時取締役会と定時株主総会で事業終了を報告。同年9月25日に国土交通大臣に鉄道事業の廃止届を提出し、2021年（令和3年）3月31日限りで鉄道事業を終了した。
鉄道敷地の大半は秋田県から無償貸与を受けており、鉄道事業終了後はレール、枕木、踏切（26カ所）などの設備を撤去して返還する必要がある。しかし、費用の問題から施設撤去の見通しが立っておらず、2021年2月17日時点で会社の解散時期は定まっていないと報じられたが、その後のスクラップ価格の高騰によって撤去費用の捻出が可能になったことから、2022年4月より設備の撤去を行い、翌2023年3月で解散することになった（実際の解散は5月にずれ込んだ）。なおこの関係で、たまたま別の会社の意図で秋田港駅まで運ばれた国鉄24系客車が同駅構内で解体された。
2021年5月1日と2日に、残った線路と機関車を使った「最初で最後の国鉄型ディーゼル機関車運転体験会」を実施。県内在住者を対象として抽選で参加者を決定し、機関車はDE10 1251が使用された。

## 歴史
- 1970年（昭和45年）4月21日 - 会社設立[1]。
- 1971年（昭和46年）7月7日 - 秋田臨海鉄道線（北線・南線）が開業[1]。
- 1982年（昭和57年）12月5日 - 国鉄秋田港駅における構内入換作業を受託。
- 2001年（平成13年） - JR貨物のコンテナ検修業務を受託。
- 2021年（令和3年）
  - 3月12日 - 最終運行[14]。
  - 3月31日 - 全事業を終了[1][10][9][7]。
- 2023年（令和5年）
  - 5月22日 - この日の株主総会をもって解散を決議。清算に入る。債務超過のため出資金は株主に返還されない見通し[5]。
  - 7月20日 - 秋田地裁から、7月6日付で特別清算開始を決定[15]。負債総額は約3億4千万円[15]。
- 2024年（令和6年）1月11日 - 清算結了、法人格消滅[6]。

## 路線
- 秋田臨海鉄道線
  - 北線 秋田港 - 秋田北港 2.5 km[16][17]
  - 南線 秋田港 - 向浜 5.4 km[16][17]

いずれも2021年4月1日全線廃止。

## 車両
- ディーゼル機関車

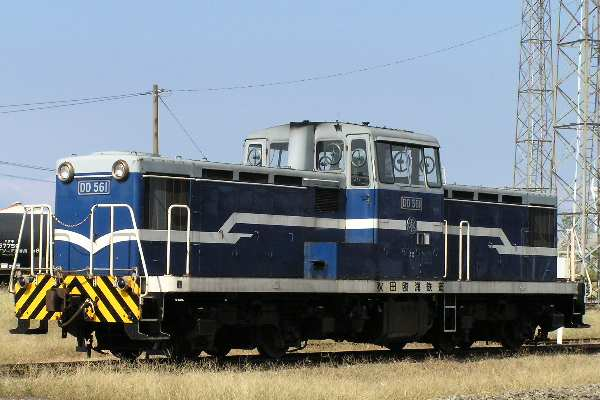
DD56 1（2006年、秋田港駅。2011年に国鉄色に変更）

  - DD35形：1971年日立製作所製。構内入替用。
  - DD56形：DD13形タイプ。開業時に日本車輌で製造。2両在籍。2011年10月に1号機の塗装を国鉄色に変更した[18]。2号機は白波模様。
  - DE65形：DE10形タイプ。1両在籍。廃止された新潟臨海鉄道から譲り受けた。塗装は新潟臨海鉄道時代の、白帯と台枠、ステップ、手すりを黄帯に変更した塗色そのままで使用された。2011年11月から仙台臨海鉄道に貸し出され、2017年3月に譲渡。
  - DE10形：元JR東日本のDE15で、十勝鉄道で使用された後、秋田へ来たものを含む。1250,1251,1543の3両が在籍[19]。2021年3月1日付で1250を仙台臨海鉄道に譲渡した[20]。2021年5月には1251が西濃鉄道へ譲渡された[21]。
  - DB252：1両在籍。
  - 203号機：秋田北港駅の秋田製錬専用線と向浜駅の日本製紙専用線の入換作業に使用されていた協三工業製20tディーゼル機関車。2016年に春日井駅の王子製紙専用線に転属した。

機関車の全般検査は、1990年代末頃までは川崎市川崎区（神奈川臨海鉄道塩浜機関区隣接）の森工業に委託しており、車体関係は同社の出張作業により秋田港駅の機関区で、台車・エンジン・変速機等は機関車から取り外して同社工場に移送して、それぞれ検査を施行していた。2009年には秋田市に共栄物産が設立され、同社が機関車の全般検査等を施行するようになった。共栄物産も、検査は機関車所在地での作業と主要機器取り外し・移送により行っていた。

## 受託業務
- JR貨物秋田港駅の構内入換作業
  - かつては船川港駅における入換作業も受託していたが、同駅の廃止により終了した。
- 秋田地区におけるJR貨物のコンテナ検修業務
- 秋田地区におけるJR貨物のディーゼル機関車の給油・仕業検査業務
  - 秋田貨物駅に常駐するJR貨物のディーゼル機関車は、運用の中に秋田港駅までの貨物列車牽引が設定されており、秋田港駅での折返し間合いを利用して秋田臨海鉄道の機関区に入区し、給油・検査を行っていた。